# な・ま・し・び・れ・な・ま・め・ま・い
『な・ま・し・び・れ・な・ま・め・ま・い』は、日本のバンドゆらゆら帝国の2枚目のライブ・アルバムである。2003年11月26日発売。発売元はユニバーサルミュージック。

## 概要
- ライブ・アルバムとしてはインディーズでのアルバム『LIVE』から8年ぶりとなるアルバム。
- 2003年5月30日に恵比寿THE GARDEN HALLで行われたツアーファイナルの模様を収録。
- 録音に関して、アルバム全体にコンプレッサーをかけておりノイズとともに音量の増強がみられる。
- 「二枚同時発売（「ゆらゆら帝国のしびれ」、「ゆらゆら帝国のめまい」）でファンに迷惑をかけた」という坂本の意向から、ほかのアルバムに比べると比較的安価で購入できる。

## 収録曲
| 全作詞: 坂本慎太郎、全作曲・編曲: ゆらゆら帝国。 |                                             |            |              |       |
| #                                                | タイトル                                    | 作詞       | 作曲・編曲   | 時間  |
| 1.                                               | 「イントロダクション ～ハラペコのガキの歌」 | 坂本慎太郎 | ゆらゆら帝国 | 6:44  |
| 2.                                               | 「誰だっけ?」                               | 坂本慎太郎 | ゆらゆら帝国 | 2:26  |
| 3.                                               | 「侵入」                                    | 坂本慎太郎 | ゆらゆら帝国 | 8:32  |
| 4.                                               | 「無い!!」                                  | 坂本慎太郎 | ゆらゆら帝国 | 11:09 |
| 5.                                               | 「バンドをやってる友達」                    | 坂本慎太郎 | ゆらゆら帝国 | 3:51  |
| 6.                                               | 「恋がしたい」                              | 坂本慎太郎 | ゆらゆら帝国 | 6:39  |
| 7.                                               | 「夜行性の生き物3匹」                       | 坂本慎太郎 | ゆらゆら帝国 | 3:41  |
| 8.                                               | 「貫通」                                    | 坂本慎太郎 | ゆらゆら帝国 | 8:35  |
| 9.                                               | 「ボタンが一つ」                            | 坂本慎太郎 | ゆらゆら帝国 | 2:25  |
| 10.                                              | 「星になれた」                              | 坂本慎太郎 | ゆらゆら帝国 | 7:39  |
| 合計時間:                                        | 合計時間:                                   | 61:41      |              |       |